# Cristina López (handball)
Pour les articles homonymes, voir Cristina López et López.
Cristina Esmeralda López Quiros, née le 8 juillet 1975 à Cadix, est une handballeuse internationale espagnole.
Elle fait partie de l'équipe d'Espagne féminine de handball terminant sixième des Jeux olympiques d'été de 2004 à Athènes.
Elle a évolué en club au Balonmano Bera Bera.